# Rumänische Frauen-Handballnationalmannschaft

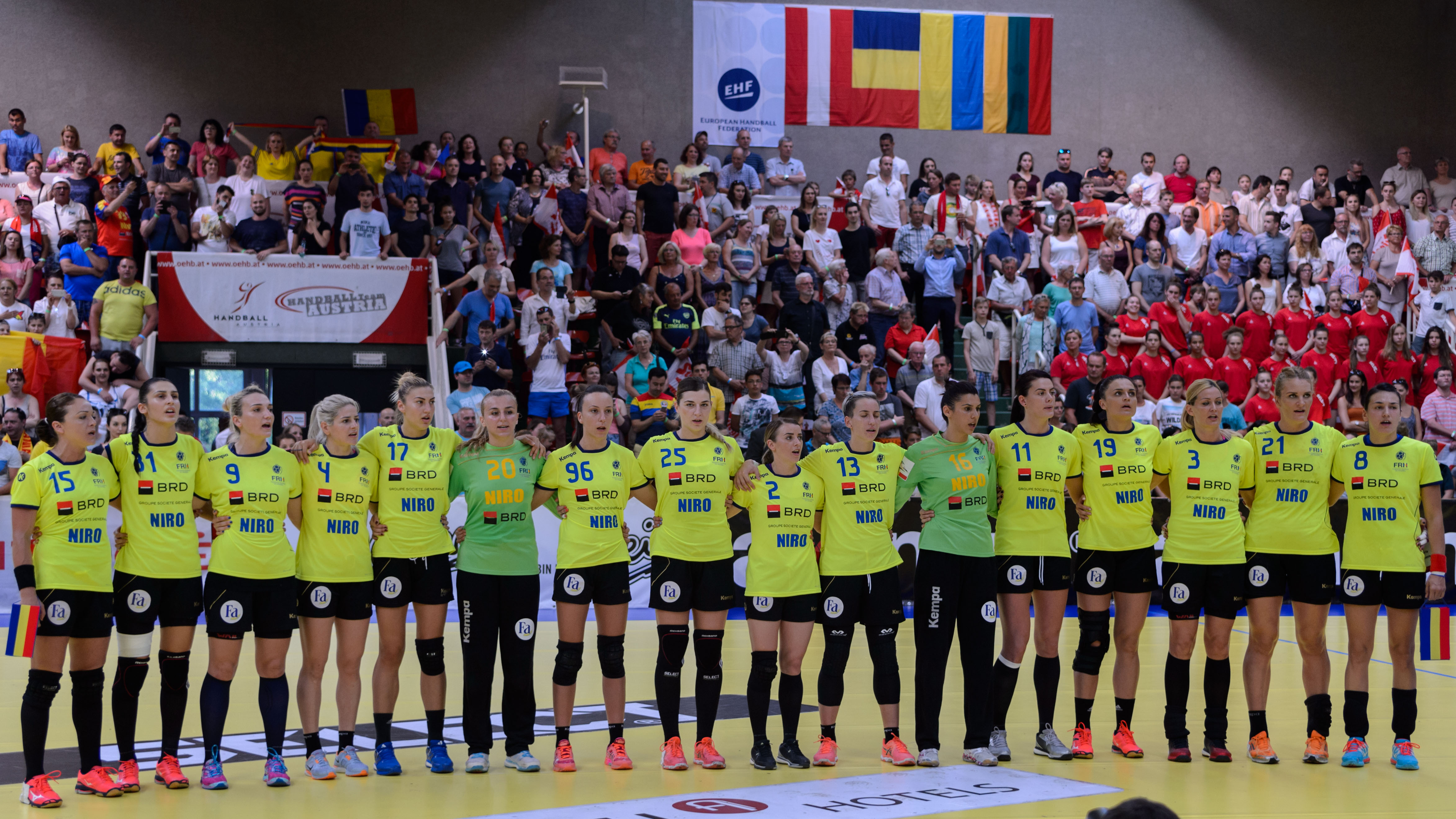
Rumänische Nationalmannschaft (13. Juni 2017)

Die rumänische Frauen-Handballnationalmannschaft vertritt Rumänien bei internationalen Turnieren im Frauenhandball.
Nachdem zweimal der Titel im Feldhandball gewonnen wurde, ist der Gewinn der Weltmeisterschaft in der Halle 1962 im eigenen Land der bislang größte Erfolg der rumänischen Mannschaft. Bei der Europameisterschaft 2010 wurde zudem der Bronzerang erreicht.

## Platzierungen bei Meisterschaften

### Weltmeisterschaften (Feld)
- 1949: nicht qualifiziert
- 1956: 01. Platz
- 1960: 01. Platz

### Weltmeisterschaften (Halle)
- Weltmeisterschaft 1957: 09. Platz
- Weltmeisterschaft 1962: 01. Platz (Weltmeister)
- Weltmeisterschaft 1965: 06. Platz
- Weltmeisterschaft 1971: 04. Platz
- Weltmeisterschaft 1973: 02. Platz
- Weltmeisterschaft 1975: 04. Platz
- Weltmeisterschaft 1978: 07. Platz
- Weltmeisterschaft 1982: 08. Platz
- Weltmeisterschaft 1986: 05. Platz
- Weltmeisterschaft 1990: 07. Platz
- Weltmeisterschaft 1993: 04. Platz
- Weltmeisterschaft 1995: 07. Platz
- Weltmeisterschaft 1997: 11. Platz
- Weltmeisterschaft 1999: 04. Platz
- Weltmeisterschaft 2001: 17. Platz
- Weltmeisterschaft 2003: 10. Platz
- Weltmeisterschaft 2005: 02. Platz
- Weltmeisterschaft 2007: 04. Platz
- Weltmeisterschaft 2009: 08. Platz
- Weltmeisterschaft 2011: 13. Platz
- Weltmeisterschaft 2013: 10. Platz
- Weltmeisterschaft 2015: 03. Platz
- Weltmeisterschaft 2017: 10. Platz[3]
- Weltmeisterschaft 2019: 12. Platz
- Weltmeisterschaft 2021: 13. Platz (von 32 Teams)
Team: Nicoleta Dincă (eingesetzt in 6 Spielen, 17 Tore geworfen), Mădălina Zamfirescu (6/5), Alexandra Subţirică (6/7), Ana Maria Tănasie (3/3), Diana Ciucă (4/1), Cristina Laslo (6/34), Bianca Bazaliu (6/14), Iulia Dumanska (5/0), Crina Pintea (6/24), Anca Polocoșer (6/0), Lorena Ostase (6/20), Andreea Rotaru (6/20), Bianca Harabagiu (6/12), Oana Borş (1/1) – am 7. Dezember ersetzt durch Alexandra Badea (3/7), Laura Moisă (5/14), Alina Ilie (6/10), Alexandra Dindiligan (6/13), Daciana Hosu (3/0)[4] Trainer war Adrian Vasile.
- Weltmeisterschaft 2023: 12. Platz
Team: Alexandra Badea (5/), Nicoleta Balog (1/2), Bianca Bazaliu (6/9), Eliza Buceschi (6/47), Daria Bucur (6/8), Diana Ciucă (6/0), Nicoleta Dincă (4/8), Alexandra Dindiligan (6/14), Iulia Dumanska (3/0), Alicia Gogîrlă (3/6), Daciana Hosu (6/0), Cristina Laslo (6/16), Diana Lixăndroiu (1/5), Cristina Neagu (1/3), Lorena Ostase (6/13), Claudia Pașcan (1/1), Crina Pintea (6/20), Andreea Popa (6/8), Sonia Seraficeanu (6/20)[5]
Trainer: Constantin-Florentin Pera
- Weltmeisterschaft 2025:

### Europameisterschaften
- Europameisterschaft 1994: 10. Platz
- Europameisterschaft 1996: 05. Platz
- Europameisterschaft 1998: 11. Platz
- Europameisterschaft 2000: 04. Platz
- Europameisterschaft 2002: 07. Platz
- Europameisterschaft 2004: 07. Platz
- Europameisterschaft 2006: nicht qualifiziert
- Europameisterschaft 2008: 05. Platz
- Europameisterschaft 2010: 03. Platz
- Europameisterschaft 2012: 10. Platz
- Europameisterschaft 2014: 09. Platz[6]
- Europameisterschaft 2016: 05. Platz[7]
- Europameisterschaft 2018: 04. Platz[8]

Mannschaftsaufstellung bei der Europameisterschaft 2018
- Europameisterschaft 2020: 12. Platz[9]

Mannschaftsaufstellung bei der Europameisterschaft 2020
- Europameisterschaft 2022: 12. Platz (von 16 Teams)

Mannschaftsaufstellung bei der Europameisterschaft 2022
- Europameisterschaft 2024: qualifiziert
- Europameisterschaft 2026: qualifiziert als Co-Gastgeber [10]

### Olympische Spiele
- 1976: 04. Platz
- 1980: nicht qualifiziert
- 1984: nicht qualifiziert
- 1988: nicht qualifiziert
- 1992: nicht qualifiziert
- 1996: nicht qualifiziert
- 2000: 07. Platz
- 2004: nicht qualifiziert
- 2008: 07. Platz
- 2012: nicht qualifiziert
- 2016: 09. Platz[11]

## Aktueller Kader
(Stand: November 2024)
Bianca Curment (CSM Corona Braşov), Diana Ciucă (Rapid Bukarest), Daciana Hosu (CSM Bukarest), Oana Borş (HC Dunărea Brăila), Sonia Seraficeanu (CS Gloria 2018 Bistrița-Năsăud), Daria Bucur (SCM Gloria Buzău), Alicia Gogîrlă (SCM Râmnicu Vâlcea), Rebeca Necula (SCM Râmnicu Vâlcea), Andreea Popa (HC Dunărea Brăila), Alisia Boiciuc (CSM Corona Braşov), Bianca Bazaliu (CS Gloria Bistrița-Năsăud), Sorina Grozav (Rapid Bukarest), Ştefania Stoica (Rapid Bukarest), Alexandra Dindiligan (CSM Bukarest), Corina Lupei (HC Dunărea Brăila), Lorena Ostase (Rapid Bukarest), Mirabela Coteţ (HC Dunărea Brăila), Ştefania Jipa (SCM Gloria Buzău)

## Bekannte ehemalige Nationalspielerinnen
In der Nationalmannschaft spielten auch Carmen Amariei, Luminița Dinu, Melinda Geiger, Simona Gogîrlă, Narcisa Lecușanu, Elena Leonte, Steluța Luca, Oana Manea, Ionela Stanca, Mariana Târcă und Cristina Vărzaru.

## Trainer
Von 2016 bis 2019 trainierte Ambrosio Martín die Mannschaft.